# Men with Guns
Pour plus de détails, voir Fiche technique et Distribution.
Men with Guns est un film américain réalisé par John Sayles, sorti en 1997.

## Fiche technique
- Titre original : Men with Guns
- Réalisation : John Sayles
- Scénario : John Sayles
- Directeur artistique : Salvador Parra
- Chef décorateur : Felipe Fernández del Paso
- Décorateur de plateau : Miguel Ángel Álvarez
- Costumes : Mayes C. Rubeo
- Maquillage : Carlos Sánchez
- Photographie : Sławomir Idziak
- Montage : John Sayles
- Musique : Mason Daring
- Production : 
  - Producteur : R. Paul Miller, Maggie Renzi
  - Producteur exécutive : Jody Allen, Lou Gonda, John Sloss
  - Producteur associée : Jim De Nardo, Peter Gilbert, Eric Robison, Doug Sayles
  - Coproducteur : Bertha Navarro
- Société(s) de production : Anarchist's Convention Films, Clear Blue Sky Productions
- Budget : 2 500 000 $ US[1]
- Pays d'origine :  États-Unis
- Année : 1997
- Langue originale : anglais, espagnol, italien, nahuatl, maya, tzotzil, kuna
- Format : couleur (technicolor) – 35 mm – Dolby
- Genre : drame
- Durée : 127 minutes
- Dates de sortie : 
  -  États-Unis : 27 mars 1998
  -  France : 25 octobre 2000

## Distribution
- Federico Luppi : Dr Fuentes
- Damián Delgado : Domingo, le soldat
- Dan Rivera González : Conejo, le garçon
- Tania Cruz : Graciela
- Damián Alcázar : Padre Portillo, le prêtre
- Mandy Patinkin : Andrew
- Kathryn Grody : Harriet
- Iguandili López : la mère
- Nandi Luna Ramírez : la fille
- Rafael de Quevedo : Général
- Carmen Madrid : Angela